# Сосновка (Нев'янський міський округ)
Сосно́вка (рос. Сосновка) — присілок у складі Нев'янського міського округу Свердловської області.